# رضي الدين أبو الفضل الغزي
رضيُّ الدين أبو الفضل محمد بن رضي الدين محمد الغزيُّ (18 سبتمبر 1458 - 20 يونيو 1529) (10 ذو القعدة 862 - 14 شوال 935) عالم مسلم وأديب شامي من أهل القرن الخامس عشر الميلادي/ التاسع الهجري. ولد في دمشق وأصله من غزة. نشأ يتيمًا وطلب علومه بنفسه في أول أمره وقد اعتزل الناس في زاوية جده خارج دمشق، ومال إلى التصوف في أول حياته، ثم مال إلى دارسة علوم الفقه والحديث والأصول والعروض في مجالس علماء دمشق. له مؤلفات عديدة في موضوعات شتى. توفي عن 70 عامًا.

## مؤلفاته
له:
- شرح أرجوزة البارزي في المعاني والبيان
- شرح عقيدةِ جمع الجوامع في الفقه لتاج الدين عبد الوهاب السُّبكي
- نظم عقائد لبعض الفقهاء الحنفية
- نظمُ نُخبةِ الفكر في مصطلح أهل الأثر (الحديث) لابن حجر العسقلاني
- نظمُ قلائد العِقيان في مَورِّثاتِ الفقر والنِّسيان لإبراهيم الناجي
- نظمُ رسالةِ السيّدِ بن الشريف (محمد بن علي الجرجاني) في علمي المنطق والجدل وشرحٌ على نظم هذه الرسالة
- الإفصاح عن لُبِّ الفوائد والتلخيص والمِصباح، في المعاني والبيان
- شرحٌ على الإفصاح
- الجَوهر الفريد في أدب الصُّوفي والمُريد، ألفيّة
- ألفيةٌ في اللُّغة، نظم فيها «فصيحَ» ثعلب
- ألفيّةٌ في علم الهيئة (الفلك)
- ألفيةٌ في الطّب
- منظومةٌ في علم الخطّ
- جامع فرائد الـمَلاحة في جوامع فوائد الفِلاحة - نشر من قبل مؤسسة الفرقان.[5]
- كتاب في الفلاحة
- بهجة الناظرين إلى تراجم المتأخرين من الشافعية البارعين
- الدرة المضيئة في المآثر الأشرفية
- تلخيص البيان في مجازات القرآن
- الدرر اللوامع في شرح عقيدة جمع الجوامع